# Ferdinand Büttner
Anton Ferdinand Büttner (* 17. August 1815 in Greiz; † 13. Januar 1899 ebenda) war ein deutscher Unternehmer und Politiker.

## Leben
Büttner war der Sohn des Zeug- und Leinwebers Karl Friedrich Büttner in Greiz und dessen Ehefrau Johanne Friederike geborene Oberländer aus Greiz. Er war evangelisch-lutherischer Konfession und heiratete Friederike Amalie Bachmann (* 1820; † 19. September 1879 in Greiz).
Büttner machte eine Weberlehre und war später Besitzer einer Baumwolldruckerei und mechanischen Weberei. 1846 eröffnete er das Wollwarenfabrikantionsgeschäft „Ferdinand Büttner“- 1852 trat der Kaufmann Herrmann Wehrde mit in das Geschäft ein. 1867 wurden 15 mechanische Webstühle erworben und Anfang 1870 wurde der Betrieb durch die Pacht eines großen Websaals umfassend erweitert. Grund war die Nachfrage nach Schals im Orient.
1874 traten seine Söhne Anton Luis (* 8. Juni 1844), Karl Franz (* 12. März 1846) und Richard Ferdinand (* 2. August 1847) in das Unternehmen ein und Ferdinand Büttner zog sich aus dem operativen Geschäft zurück.
Politisch vertrat er nationalliberale Positionen. Er sprach sich für die Annexion von Reuß älterer Linie durch Preußen aus. Vom 25. November bis zum 31. Dezember 1870 war er als Stellvertreter für Theodor Zopf Abgeordneter im Greizer Landtag.